# Gordon (Nebraska)
Gordon ist eine Stadt im Sheridan County, Bundesstaat Nebraska in den Vereinigten Staaten von Amerika.
Nach der Volkszählung im Jahr 2020 zählt Gordon 1.504 Einwohner auf einer Fläche von 2,4 Quadratkilometern.

## Bekannte Einwohner
- Val Fitch (1923–2015), Gewinner des Physik-Nobelpreises im Jahre 1980
- Dwight Griswold (1893–1954), Gouverneur Nebraskas von 1940 bis 1946 sowie Herausgeber des Gordon Journal von 1922 bis 1940
- Trevor Johnson, American-Football-Spieler in der NFL